# Леппиксон, Харальд
Ха́ральд Ле́ппиксон (11 ноября 1933 Кулламаа — 9 сентября 2005, Таллин) — эстонский фотограф и журналист.

## История жизни
Харальд Леппиксон родился в волости Кулламаа в семье фермеров. В возрасте 16 лет он поступил в Таллиннской промышленную школу и по её окончании устроился на работу на завод «Двигатель». После службы в Советской армии продолжал работать на заводе, а также поступил в Таллиннский технический университет.
Интерес к фотографии начался с посещения Таллиннского фотохудожественного клуба, далее изучал фотографию в Таллиннском Народном Университете.
В 1978—1994 годах работал штатным фотокорреспондентом в газете «Голос народа». В 1994—1995 годах — в газете «Эстонские известия». В 1995 году продолжал работу в газетах и «Maaleht» и «Sõnumileht» и ряде журналов.

## Творчество
Работая фотокорреспондентом в газете «Голос народа» запечатлел более 300 000 кадров с изображением жизни рабочих, фермеров, шахтёров, учителей, деятелей культуры, а также партийных и государственных лидеров, увековечив многие важные события общества, в том числе восстановление независимости Эстонии.
В жанре художественной фотографии Леппиксон уделяет особое внимание постановке, развивая свой персональный почерк.
Начиная с 1971 года, у Леппиксона было в общей сложности 20 персональных выставок («Человек и время», «Человек и природа», «Человек в своё время», «Человек, работа и мир» и т. д.) в Таллинне, Тарту, Хийумаа, Рапла, Кохтла-Ярве, Москве, США и Индии.
За пределами Эстонии Леппиксон принимал участие в выставках в Советском Союзе, Франции, Германии, Аргентине, Чехословакии, Италии, Испании и Швеции.
Большинство негативов Лепикксона хранится в Национальном архиве Эстонии.